# Puggy
Puggy ist eine belgische Popband, die 2005 gegründet wurde. Sie besteht aus dem englischen Sänger und Gitarristen Matthew Irons, dem französischen Bassisten Romain Descampe und dem schwedischen Schlagzeuger Egil „Ziggy“ Franzén. Da sich die Bandmitglieder in Belgien kennengelernt haben, bezeichnen sie sich selbst als belgische Band. Sie spielt eine Mischung aus Pop- und akustischer Rockmusik.

## Geschichte

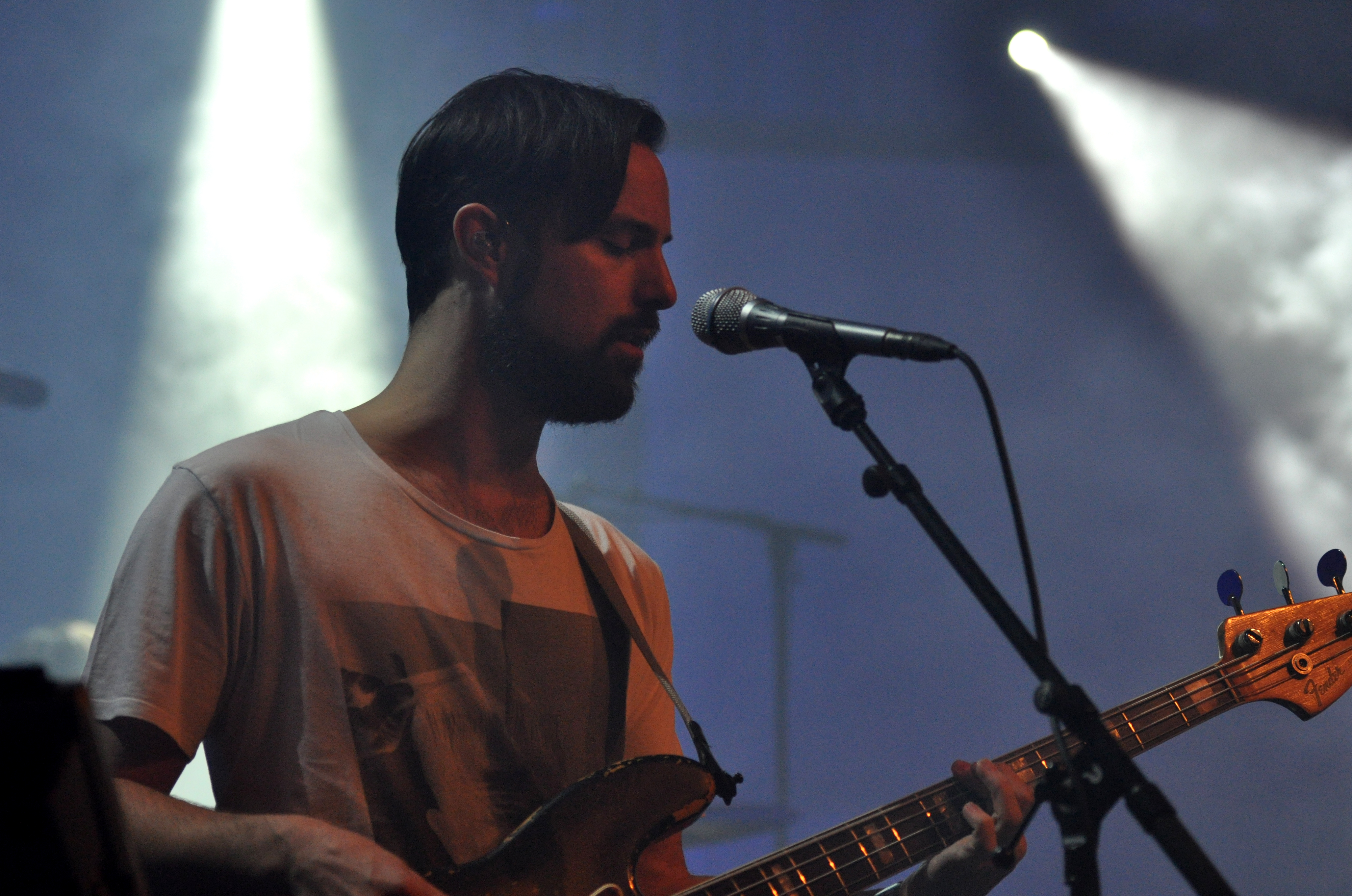
Romain Descampe auf dem Paaspop 2014

Irons und Descampe lernten sich in Antwerpen kennen, wo sie beide Musik studierten. Franzén war ein Bekannter von Descampe, den dieser Irons vorstellte. Mit der Single When You Know konnten sie 2010 die Nummer 6 der wallonischen Ultratop-40-Charts erreichen und mit dem Album Something You Might Like hatten vor allem in Frankreich und der Wallonie einigen Erfolg, hier stieg das Album bis auf die Position 2 der Charts. Das folgende Album To Win the World erreichte 2013 sogar die Spitze der wallonischen Charts und konnte sich sowohl in Frankreich wie auch in Flandern platzieren.

## In anderen Ländern
Eines ihrer Lieder, We had it made (auf Deutsch Wir haben es machen lassen) wurde in Spanien von der Atresmedia Gruppe für die Namensänderung verwendet, dies ereignete sich am 6. März 2013.
Puggy spielte auf zahlreichen Festivals in Belgien wie das Main Square Festival, Schoolrock, Rock Ternat und Bruksellive sowie 2014 auf dem Paaspop in den Niederlanden. Außerdem spielten sie als Vorband von Deep Purple, Smashing Pumpkins und Incubus.

## Diskografie

### Alben
| Jahr | Titel Musiklabel                            | Höchstplatzierung, Gesamtwochen, AuszeichnungChartplatzierungen (Jahr, Titel, Musiklabel, Platzierungen, Wochen, Auszeichnungen, Anmerkungen) | Höchstplatzierung, Gesamtwochen, AuszeichnungChartplatzierungen (Jahr, Titel, Musiklabel, Platzierungen, Wochen, Auszeichnungen, Anmerkungen) | Höchstplatzierung, Gesamtwochen, AuszeichnungChartplatzierungen (Jahr, Titel, Musiklabel, Platzierungen, Wochen, Auszeichnungen, Anmerkungen) | Anmerkungen                                             |
| Jahr | Titel Musiklabel                            | FR | BEF | BEW | Anmerkungen                                             |
| ---- | ------------------------------------------- | --- | --- | --- | ------------------------------------------------------- |
| 2007 | Dubois Died Today TalkieO                   | — | — | BEW178 (1 Wo.)BEW | Erstveröffentlichung: 2007; Charteintritt: 1. März 2014 |
| 2010 | Something You Might Like Casablanca Records | FR27 (21 Wo.)FR | — | BEW2 Gold · (81 Wo.)BEW | Erstveröffentlichung: 23. August 2010                   |
| 2013 | To Win the World Casablanca Records         | FR26 (6 Wo.)FR | BEF56 (16 Wo.)BEF | BEW1 Gold · (91 Wo.)BEW | Erstveröffentlichung: 8. April 2013                     |
| 2016 | Colours Casablanca Records                  | FR35 (5 Wo.)FR | BEF40 (7 Wo.)BEF | BEW1 (117 Wo.)BEW | Erstveröffentlichung: 22. April 2016                    |
| 2017 | Bigfoot Junior (Soundtrack) Movi3D/Sony     | — | — | BEW128 (2 Wo.)BEW | Erstveröffentlichung: 28. Juli 2017                     |

### Singles
| Jahr | Titel Album                           | Höchstplatzierung, Gesamtwochen, AuszeichnungChartplatzierungen (Jahr, Titel, Album, Platzierungen, Wochen, Auszeichnungen, Anmerkungen) | Höchstplatzierung, Gesamtwochen, AuszeichnungChartplatzierungen (Jahr, Titel, Album, Platzierungen, Wochen, Auszeichnungen, Anmerkungen) | Anmerkungen |
| Jahr | Titel Album                           | FR | BEW | Anmerkungen |
| ---- | ------------------------------------- | --- | --- | ----------- |
| 2009 | I Do –                                | — | — |             |
| 2010 | When You Know –                       | — | BEW6 (28 Wo.)BEW |             |
| 2011 | How I Needed You –                    | — | BEW17 (15 Wo.)BEW |             |
| 2011 | We Have It Made –                     | — | — |             |
| 2011 | Something You Might Like –            | — | — |             |
| 2012 | To Win the World –                    | — | BEW7 (16 Wo.)BEW |             |
| 2013 | Last Day on Earth (Something Small) – | FR176 (1 Wo.)FR | BEW8 (23 Wo.)BEW |             |
| 2013 | Goes Like This –                      | — | — |             |
| 2013 | Move On –                             | — | — |             |
| 2014 | Ready or Not –                        | — | — |             |
| 2016 | Lonely Town –                         | FR171 (1 Wo.)FR | BEW5 (22 Wo.)BEW |             |
| 2016 | Soul –                                | — | BEW16 (18 Wo.)BEW |             |
| 2016 | Change the Colours –                  | — | BEW18 (16 Wo.)BEW |             |